# Дејд Сити Норт (Флорида)
Дејд Сити Норт (енгл. Dade City North) насељено је место без административног статуса у америчкој савезној држави Флорида.

## Демографија
По попису из 2010. године број становника је 3.113, што је 206 (-6,2%) становника мање него 2000. године.
| Група             | 2000.         | 2010.         |
| Белци             | 1.030 (31,0%) | 749 (24,1%)   |
| Афроамериканци    | 358 (10,8%)   | 371 (11,9%)   |
| Азијати           | 4 (0,1%)      | 3 (0,1%)      |
| Хиспаноамериканци | 1.875 (56,5%) | 1.960 (63,0%) |
| Укупно            | 3.319         | 3.113         |